# Elf (zespół muzyczny)
Elf – grupa, która wykonywała muzykę z pogranicza hard rocka i blues-rocka. Powstała w 1967 roku pod nazwą The Electric Elves. W 1969 roku grupa przyjęła nazwę The Elves, a następnie w 1970 – Elf. Działalność formacji zainicjowali wokalista i basista Ronnie James Dio, klawiszowiec Doug Thaler, perkusista Gary Driscoll, oraz gitarzyści Nick Pantas i David Feinstein.
Grupa początkowo grała w koledżu, w barach i klubach wschodniego wybrzeża Ameryki. Debiutancki album Elf nagrany został w Studio One w Atlancie w kwietniu 1972, a jego promocja odbyła się na trasie koncertowej wraz z zespołem Deep Purple. Również w 1972 Ronnie James Dio dostał propozycję wspólnej pracy, od basisty i producenta zespołu Deep Purple – Rogera Glovera oraz Iana Paice’a w wytwórni Columbia Records, a w roku 1974 nad solowym albumem Glovera The Butterfly Ball and the Grasshopper's Feast.
Zespół przyciągnął ponadto uwagę Ritchiego Blackmore'a, poszukującego muzyków do swojego pierwszego solowego albumu – Ritchie Blackmore’s Rainbow, a zespół powołany został jeszcze następnego dnia (lecz na kolejnej już płycie, z zespołu Elf pojawił się już jedynie Dio).

## Muzycy
- Ronnie James Dio (zmarły) – gitara basowa, wokal prowadzący (1967–1975)
- David „Rock” Feinstein – gitara prowadząca (1967-1973)
- Doug Thaler - instrumenty klawiszowe (1967-1972)
- Nick Pantas (zmarły) – gitara (1967–1970)
- Gary Driscoll – perkusja (1967–1975)
- Micky Lee Soule - instrumenty klawiszowe, wokal wspierający (1970-1975)
- Steve Edwards – gitara prowadząca (1973–1975)
- Craig Gruber (zmarły) – gitara basowa (1973–1975)
- Mark Nauseef - instrumenty perkusyjne (1975)

## Dyskografia
Źródło.
- Elf (1972)
- L.A./59 - tytuł amerykański (1974)
- Carolina County Ball -tytuł europejski (1974)
- Trying to Burn the Sun (1975)
- The Gargantuan (1978) - składanka
- The Elf Albums (1991) - dwualbumowa składanka